# Nomenklatura botaniczna
Nomenklatura botaniczna – zbiór zasad obowiązujących przy tworzeniu i stosowaniu nazw naukowych taksonów roślin, uznawanych także za wiążące w taksonomii grzybów i zwykle także protistów roślinopodobnych oraz sinic. Dotyczy zarówno organizmów współczesnych jak i kopalnych. Zasady zebrane są w Międzynarodowym Kodeksie Nomenklatury Botanicznej (ang. International Code of Botanical Nomenclature, ICBN), przy czym nazewnictwo roślin uprawnych w zakresie tworzenia i stosowania nazw kultywarów określane jest w Międzynarodowy Kodeks Nomenklatury Roślin Uprawnych (ang. International Code of Nomenclature for Cultivated Plants). Celem kodyfikacji nazewnictwa naukowego jest ustalenie jednej akceptowanej i stosowanej nazwy odnoszącej się do określonego taksonu roślinnego. Umożliwia to powszechne zrozumienie informacji odnoszących się do roślin, zwyczajowo noszących bardzo różnorodne nazwy i różnorodnie ujmowanych w różnych regionach świata. Przykładowo nazwa naukowa Bellis perennis jest w całym świecie rozumiana jako określenie gatunku znanego w wielu krajach pod wieloma nazwami zwyczajowymi (w języku polskim znana zwykle pod nazwą stokrotka pospolita, choć posiada też szereg innych określeń ludowych). Kodyfikacja nomenklatury botanicznej ma na celu uporządkowanie nazewnictwa, także poprzez usunięcie z użycia nazw mogących wprowadzać w błąd i wprowadzenie formalnych warunków ograniczających dowolne tworzenie nazw naukowych. Dodatkowo częścią zasad nomenklatorycznych jest zbiór szczegółowych ustaleń gramatycznych, redakcyjnych i stylistycznych.
Problemem w osiągnięciu celu stawianego nazwom naukowym (przejrzyste i jednoznaczne nazewnictwo przedstawicieli świata żywego) jest dynamiczny rozwój systematyki i różnice w ujęciach systematycznych tych samych taksonów. Niektóre nazwy naukowe zachowują stałe znaczenie (np. rodziny Equisetaceae lub Magnoliaceae), podczas gdy zakres innych zależy od określonego ujęcia systematycznego. Przykładowo rodzina ślazowate Malvaceae w dawniejszych systemach z XX wieku obejmowała około tysiąca gatunków, podczas gdy obecnie (APweb) zalicza się do niej ponad 4,2 tys. gatunków.
Istnieją także szczególne zasady nazewnictwa roślin w języku polskim stosowane przez botaników w ich języku specjalistycznym (np. w publikacjach). Wynikają one z tradycji i umownych ustaleń, a nie ze skodyfikowanych zasad. Brak ustalonych zasad tworzenia i stosowania nazewnictwa zwyczajowego roślin w potocznym, ludowym i gwarowym języku polskim. Odrębne nazewnictwo stosowane jest także w obrocie handlowym, gdzie występują m.in. nazwy handlowe lub tradycyjne nazwy roślin używane w ogrodnictwie, odnoszące się do roślin ozdobnych, nierzadko odmienne od nazw specjalistycznych (botanicznych).

## Historia
Pierwsze reguły nomenklatoryczne ustalił Karol Linneusz w połowie XVIII wieku. Później zasady te były kodyfikowane i uzupełniane podczas Międzynarodowych Kongresów Botanicznych. Do bardziej znanych i popularnych zbiorów zasad nomenklatorycznych należą: International Rules of Botanical Nomenclature, 'Vienna Rules' z 1906 r. oraz International Code of Botanical Nomenclature, 'Stockholm Code' z 1952 r. Od roku 2005 obowiązuje tzw. Kod Wiedeński (ang. Vienna Code), zmienił on tzw. Kod St. Louis (ang. St. Louis Code) z 1999 r., którego poprzednikiem był z kolei Tokio Code (1994). Każdy nowo zatwierdzany do stosowania kodeks zastępuje i unieważnia ustalenia poprzedniego, przy czym z reguły wprowadzane zmiany zwykle tylko precyzują i wyjaśniają nowe problemy nomenklaturowe, nie wprowadzając zasadniczych zmian w nomenklaturze.

## Zasady podstawowe
Istnieje sześć podstawowych zasad nomenklatury botanicznej, określonych w rozdziale I kodeksu nomenklatorycznego:
1. Nomenklatura botaniczna jest niezależna od nomenklatury zoologicznej i bakteriologicznej. Dotyczy nazewnictwa wszelkich taksonów roślin oraz organizmów traktowanych w przeszłości (tradycyjnie) jako rośliny.
2. Stosowanie nazw dla taksonów jest oparte na typach nomenklatorycznych.
3. Podstawą dla uznania nazwy naukowej jest ważność (prawidłowość) jej opublikowania.
4. Każdy takson o określonej randze systematycznej może nosić tylko jedną ważną (prawidłową) nazwę naukową, którą jest najwcześniejsza nazwa spełniająca warunki określone w kodeksie nomenklatury botanicznej (z nielicznymi, określonymi wyjątkami).
5. Nazwy naukowe wszystkich taksonów traktowane są jak łacińskie (odmieniane za pomocą gramatyki łacińskiej) niezależnie od ich pochodzenia językowego.
6. Zasady nomenklatoryczne działają wstecz o ile nie jest to wyraźnie zastrzeżone.

## Taksony roślinne
Wszystkie rośliny (też grzyby i glony) klasyfikowane są do taksonów uporządkowanych w systemie kategorii systematycznych zgodnie z ich klasyfikacją biologiczną odzwierciedlającą ich historię ewolucyjną (filogenezę). W przypadku organizmów kopalnych (z wyjątkiem okrzemek) dopuszcza się wyróżnianie i opisywanie taksonów morfologicznych (morphotaxa) odnoszących się do skamielin dokumentujących tylko część organizmu lub określone stadium rozwojowe. Każdy organizm należy do wielu taksonów kolejnych rang systematycznych, przy czym ranga gatunku ma znaczenie podstawowe. Wyjątkiem są tylko taksony mające status incertae sedis, które klasyfikowane są do rodzaju i gatunku, a ich przynależność do wyższych kategorii systematycznych może być na różnym szczeblu klasyfikacji nieznana. Kodeks wskazuje następujące podstawowe rangi systematyczne:
- gatunek (species, sp.),
- rodzaj (genus, gen.),
- rodzina (familia, fam.),
- rząd (ordo, ord.),
- klasa (classis, cl.),
- gromada lub typ (divisio, phylum)
- królestwo (regnum).

Zgodnie z kodeksem wyróżnia się także następujące wtórne rangi między gatunkiem i rodzajem:
- plemię (tribus, tr.), sekcja (sectio, sect.) i seria (series, ser.),

oraz wtórne rangi poniżej gatunku:
- odmiana (varietas, var.) i forma (forma, f.).

Kodeks dopuszcza też tworzenie w miarę potrzeby kolejnych rang pomocniczych na przykład poprzez dodawanie do nazw rang systematycznych przedrostka "pod-" (sub-), co w efekcie daje np. podgatunek (subspecies, subsp.) i podrodzaj (subgenus, subg.).
Taksony mieszańcowe (nothotaxa) posiadają rangi analogiczne do innych z wyjątkiem ograniczenia do kategorii rodzaju i niższych. Wyróżniane są przedrostkiem notho- (np. nothospecies, nothosp.), ew. oznaczane znakiem mnożenia ×.
Podstawowa jednostka klasyfikacyjna roślin uprawnych, czyli kultywar nie jest taksonem botanicznym.

## Budowa nazwy naukowej
W zależności od rangi kategorii systematycznej nazwy naukowe roślin są jednowyrazowe (rodzaje i wyższe kategorie), dwuwyrazowe (gatunek i rangi pośrednie między gatunkiem i rodzajem) lub składają się z trzech wyrazów w przypadku nazw taksonów o randze niższej od gatunku.
przykłady nazw jednoczłonowych (uninominalnych):
Marchantiophyta – wątrobowce (gromada)
Fagaceae – bukowate (rodzina)
Betula – brzoza (rodzaj)
przykłady nazw dwuczłonowych (binominalnych):
Berberis vulgaris – berberys pospolity (gatunek)
Acacia subg. Phyllodineae – podrodzaj akacji
przykłady nazw trójczłonowych (trinominalnych):
Calystegia sepium subsp. americana – kielisznik zaroślowy podgatunek amerykański
Nymphaea alba var. minor – odmiana grzybieni białych
przykład nazw wieloskładnikowych:
Saxifraga aizoon var. aizoon subvar. brevifolia f. multicaulis subf. surculosa Engl. & Irmsch.
W nazwach trój- i więcej członowych słowo definiujące takson o randze niższej od gatunku wymaga poprzedzenia skrótem wskazującym na jego rangę systematyczną (f. – forma, var. – odmiana, subsp. – podgatunek). Podobne wskazać należy rangę taksonu poniżej rodzaju (np. subg. – podrodzaj). Skrót wskazujący kategorię taksonomiczną taksonu nie jest składnikiem nazwy naukowej jako takiej.

### Typowe końcówki
Typowe końcówki nazw wyższych kategorii dla roślin, grzybów i protistów nie-zwierzęcych
| Kategoria     | Rośliny i protisty roślinopodobne  | Grzyby i protisty grzybopodobne |
| ------------- | ---------------------------------- | ------------------------------- |
| Gromada (typ) | -phyta                             | -mycota                         |
| Podtyp        | -phytina                           | -mycotina                       |
| Klasa         | -phyceae (glony), -opsida (reszta) | -mycetes                        |
| Podklasa      | -phycidae (glony), -idae (reszta)  | -mycetidae                      |
| Rząd          | -ales                              | -ales                           |
| Podrząd       | -ineae                             | -ineae                          |
| Rodzina       | -aceae                             | -aceae                          |
| Podrodzina    | -oideae                            | -oideae                         |

## Ważna publikacja
Warunkiem uznania nazwy naukowej jest m.in. jej ważne opublikowanie w publikacji naukowej. W związku z ujednoliceniem zasad nomenklatorycznych wraz z pojawieniem się Species Plantarum 1 maja 1753 r. – nazwy rodzajowe i gatunkowe roślin naczyniowych, torfowców, wątrobowców, znacznej części glonów i grzybów powstałe od tej daty traktowane mogą być jako prawidłowo opublikowane. Nazwy taksonów wyższych rang uznawane są za prawidłowe począwszy od 4 sierpnia 1789 (Antoine L. de Jussieu, Genera plantarum). Za ważne publikacje pozostałych taksonów mszaków uznawane są te które okazały się od 1 stycznia 1801 (Johann Hedwig, Species muscorum). Dla roślin wymarłych ważnie opublikowane nazwy naukowe pojawiają się 31 grudnia 1820 r. wraz z publikacją Kaspara Marii von Sternberg (Flora der Vorwelt).

## Wskazówki redakcyjne
W odniesieniu do roślin i grzybów (odmiennie niż w przypadku zwierząt) nazwy naukowe taksonów wszystkich rang wyróżnia się kursywą zgodnie z praktyką stosowaną w Kodeksie Nomenklatury Botanicznej. Aktualny Kodeks, podobnie jak poprzednie jego edycje, nie reguluje formalnie kroju czcionki w zapisie nazw naukowych, lecz jedynie zaleca stosowanie zapisu kursywą wszelkich rang taksonomicznych roślin, glonów i grzybów (tak też zapisywane są wszystkie te taksony w publikowanej wersji kodu, z wyjątkiem kultywarów).

## Nazwy zwyczajowe roślin w języku polskim
Botanicy w Polsce posługują się ustaloną tradycyjnie nomenklaturą zwyczajową (polskojęzyczną) kodyfikowaną w postaci list i słowników nazw. Nazwy specjalistyczne różnych taksonów roślin w języku polskim nawiązują ściśle do nomenklatury naukowej kodyfikowanej w Międzynarodowym Kodeksie Nomenklatury Botanicznej. Analogicznie do nazw naukowych, ustalone są w języku polskim końcówki nazw zwyczajowych wskazujących kategorię klasyfikacyjną taksonów (rząd – końcówka "-owce", rodzina "-owate", podrodzina "-owe"), w odniesieniu do gatunków stosowane są nazwy binominalne. Nazwy zwyczajowe dostosowywane są do zmian taksonomicznych i nomenklatorycznych w systematyce roślin (np. motylkowate → bobowate, rdest sachaliński → rdestowiec sachaliński). Nazwy zwyczajowe publikowane w źródłach specjalistycznych uznawane są za „nazwy ważne”, podczas gdy reszta nazw zwyczajowych, podobnie jak w przypadku nazw naukowych uznawana jest za nazwy synonimiczne. W efekcie w języku specjalistycznym botaników stosowane jest z dużą konsekwencją swoiste nazewnictwo roślin w języku polskim, różniące się od powszechnego języka polskiego (np. rośliny z rodzaju "grzybienie" w słowniku języka polskiego ma kilka określeń, uznawanych za synonimiczne lub wręcz błędne w języku specjalistycznym – "grzybień", "nenufar").